# Mido SA
Mido S.A. es una compañía Suiza manufacturera de relojes de lujo, fundada en 1918. Los relojes son comercializados a través de 2400 puntos de venta autorizados en 50 países de todo el mundo.

## Historia
Mido fue fundada en 1918 por George G. Schaeren en Biel/Bienne, Suiza. Mido viene de la frase en español Yo mido.
Alrededor de 1920, Mido introdujo relojes elegantes de dama, con colores esmaltados en la caja, y con pulseras modernas, así como también, piezas visualmente atractivas para caballero en estilo art deco, que rápidamente fijaron la imagen buscada para el nuevo nombre de la marca. Mido encontró mercado en el floreciente mercado automotor, produciendo relojes en forma de radiadores de una gran variedad de marcas, como Buick, Bugatti, Fiat, Ford, Excelsior, Hispano-Suiza y otras.
En 1934, Mido lanzó el diseño Multifort, el primero en utilizar un movimiento automático. También era resistente a golpes, anti magnético y resistente al agua, el cual permaneció en primer plano durante más de tres décadas hasta los años sesenta. Mido alcanzó otro hito el mismo año cuando lanzó relojes con resortes irrompibles. Esta también fue la primera vez que un fabricante relojero utilizó este tipo de resorte. Durante este periodo de tiempo, Mido utilizó un robot como su embajador, como símbolo de progreso y robustez. Una tira cómica de esta era, tenía como protagonista el Robot Mido.
En 1945, Mido se convirtió en el primer fabricante en introducir un cronógrafo central, en donde todas las funciones tenían las agujas en el centro. En 1954 la firma lanzó el mecanismo automático más eficiente del mundo.
Mido lanzó su modelo Commander en 1959. Este modelo utilizaba un diseño de caja de una pieza, el primero de su tipo, una novedad de la época. La caja de una pieza revolucionó el mercada y expandió la vida útil de los relojes considerablemente. El Mido Commander ha sobrevivido hasta hoy en día, y está entre los relojes más reconocidos del mundo, con numerosos diseños únicos, incluyendo un modelo de oro de 18 quilates. La línea también contiene cronógrafos y cronómetros certificados por COSC. En 1967 Mido fue caracterizado por ser el creador del reloj para dama más delgado del mundo.
En 1970 Mido lanzó el sistema sellante de corona "Aquadura", una innovación que le valió la reputación como el rey de los relojes resistentes al agua. La técnica Aquadura hace uso de corcho el cual es moldeado para asegurar sus cualidades resistentes al agua.
Esta técnica es utilizada para sellar la corona, el lugar más susceptible del reloj para tener filtraciones de agua.

Durante los noventa, fue lanzado el "Mido World Timer". Era una manera práctica de mostrar la hora local en cualquier parte del mundo. El usuario solo debía llevar la ciudad a la posición de las 12 horas y presionar la corona para poder visualizar la hora local.

Mido es reconocido como uno de los top 10 productores de cronómetros certificados; con 17,730 movimientos automáticos producidos en 2009, Mido esta clasificado en el número 7, en la producción relojera Suiza.

Hoy en día, Mido es parte del Grupo Swatch, sus oficinas centrales en Le Locle, Suiza. También tiene una oficina en Shanghái, China.

## Algunos de los últimos modelos Mido
- Novelties
- Multifort
- Great Wall
- Ocean Star Captain
- Mido Baroncelli Tonneau
- Mido Belluna
- Mido Commander Gold Edición limitada
- Mido Commander Lady Diamonds
- Mido Coral Star